# 마사 하이어
마사 하이어(Martha Hyer, 1924년 8월 10일 ~ 2014년 5월 31일)는 미국의 배우, 각본가, 텔레비전 배우, 영화배우이다.

## 영화
- 언체인드 (1968년) - 루이사 역
- 폭소 전쟁 (1967년)
- 체이스 (1966년)
- 서부의 4형제 (1965년)
- 달의 첫 인간 (1964년)
- 카펫베거 (1964년)
- 해변 파티 3 - 비키니 비치 (1964년) - 비비언 클레멘츠 역
- 더 라스트 타임 아이 소우 아치 (1961년)
- 하우스보트 (1958년)
- 섬 컴 러닝 (1958년)
- 마이 맨 갓프리 (1957년)
- 델리케이트 딜리퀀트 (1957년)
- 미스터 코리 (1957년)
- 전송가 (1957년)
- 프란시스 인 더 네이비 (1955년)
- 럭키 미 (1954년)
- 사브리나 (1954년) - 엘리자베스 타이슨 역
- 소 빅 (1953년)
- 크레이 피전 (1949년)
- 본 투 킬(영어판) (1947년)